# Jovian Europa Orbiter
O Jovian Europa Orbiter (JEO) foi uma sonda espacial planejada, mas não construída ou lançada, pela Agência Espacial Europeia para explorar o satélite jupiteriano Europa.